# Brachylinga albiseta
Brachylinga albiseta är en tvåvingeart som först beskrevs av Malloch 1932.  Brachylinga albiseta ingår i släktet Brachylinga och familjen stilettflugor. Inga underarter finns listade.